# Bahía de San Andrés (Florida)

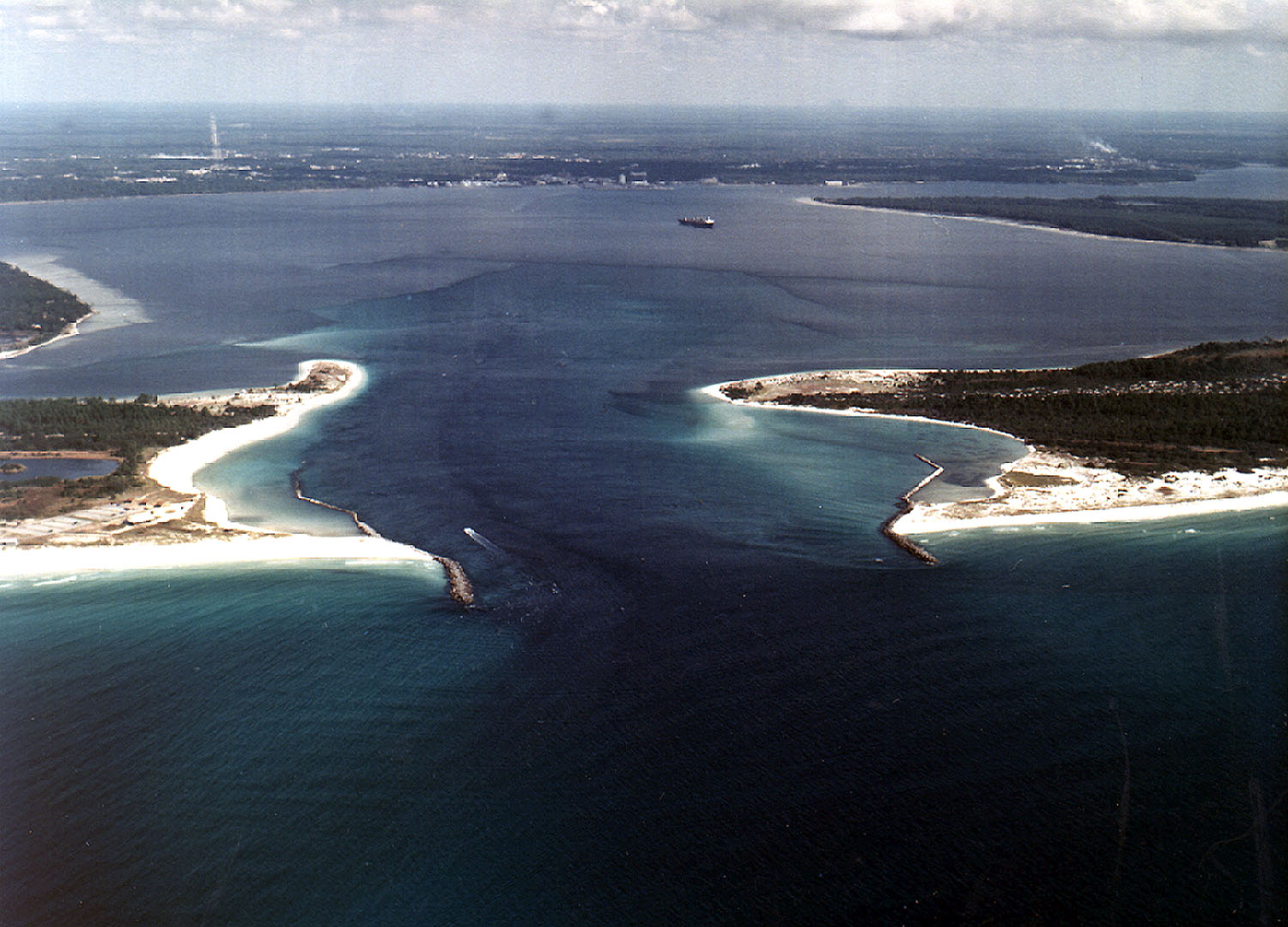
Vista aérea de la bahía de San Andrés y la entrada al puerto desde el golfo de México.

La bahía de San Andrés es una bahía situada en el condado de Bay, Florida. Recibe el nombre de san Andrés Apóstol y alberga la capital del condado, Panama City.
- Datos: Q7586928
- Multimedia: St. Andrews Bay (Florida) / Q7586928